# Yvan Gauthier
Pour les articles homonymes, voir Gauthier.
Yvan Gauthier est un réalisateur, producteur de cinéma et scénariste français né le 19 mai 1969 à Luxeuil-les-Bains.

## Filmographie
- 1991 : It's the life! - L'auto stop (court-métrage)
- 1992 : Chasseur d'hôtel (court-métrage)
- 1995 : Pique-Nique Douille (court-métrage)
- 1996 : Fucking Zone (court-métrage)
- 1998 : Thanatos (court-métrage)
- 2001 : Les Aliénés
- 2003 : Rire et châtiment: le making of (documentaire)
- 2011 : L.A., I Hate You